# Новгородовская (Вологодская область)
Новгородовская — деревня в Тарногском районе Вологодской области.
Входит в состав Тарногского сельского поселения, с точки зрения административно-территориального деления — в Шевденицкий сельсовет.
Расстояние до районного центра Тарногского Городка по автодороге — 4 км. Ближайшие населённые пункты — Исаковская, Шкулевская, Веригино.
По переписи 2002 года население — 26 человек (14 мужчин, 12 женщин). Всё население — русские.